# Fürstenbusch (Adelsgeschlecht)

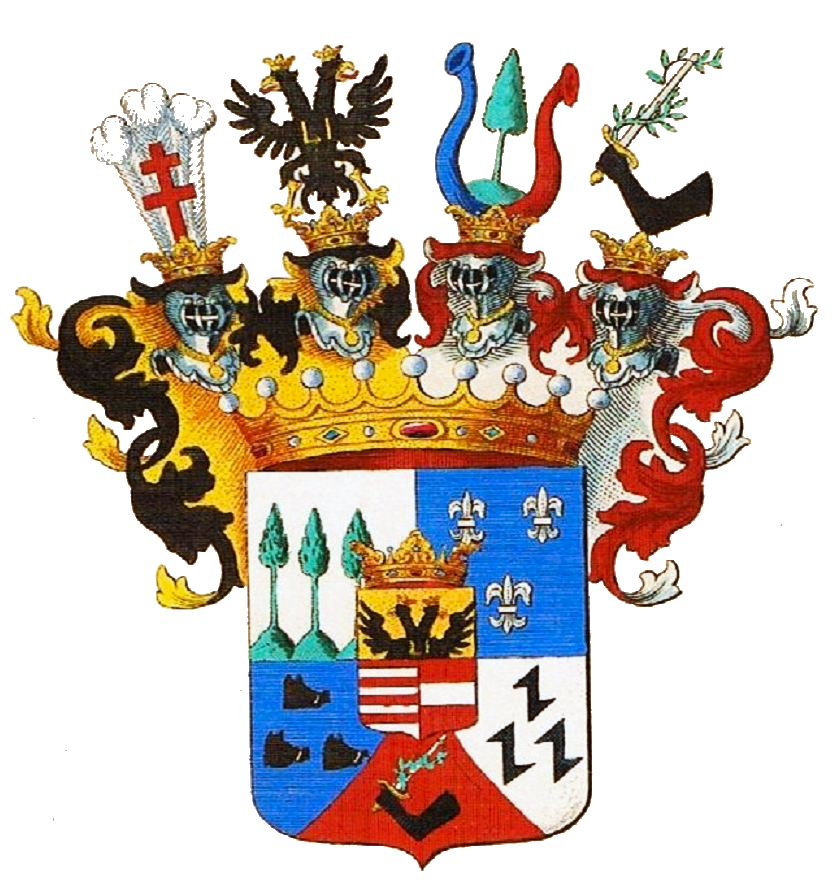
Wappen der Grafen von Fürstenbusch

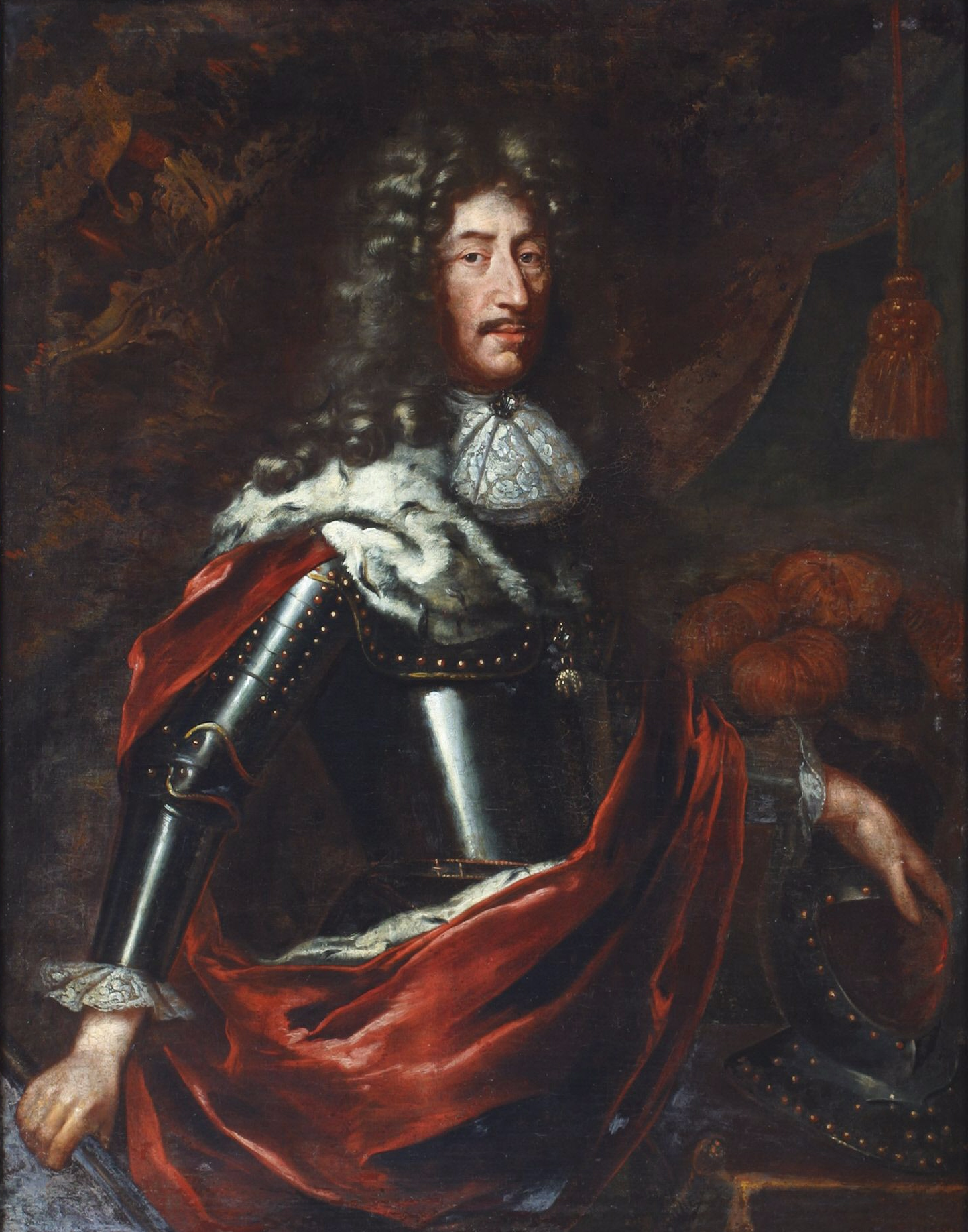
Kurfürst Philipp Wilhelm von der Pfalz
(* 1615; † 1690), auch Pfalzgraf bei Rhein zu Neuburg und Herzog von Jülich-Berg: mutmaßlicher Stammvater der Grafen von Fürstenbusch

Fürstenbusch ist der Name eines zum ältesten Adel des Herzogtums Jülich gehörenden Geschlechts, ursprünglich stammend aus dem Ort Vorstenbosch (Fürstenbusch) bei ’s-Hertogenbosch (Herzogenbusch) in Nordbrabant. Die Familie, die 1837 zu Prag im Mannesstamm erloschen ist, gehörte seit Anfang des 18. Jahrhunderts zum österreichischen, ungarischen und böhmischen Adel, seit 1707 im alten Herrenstand, seit 1736 im Grafenstand, wobei nicht geklärt ist, ob die gräfliche Linie eine morganatische Nachkommenlinie des Kurfürsten Philipp Wilhelm von der Pfalz, Herzog von Jülich-Berg, darstellte.

## Geschichte

### Herkunft
Die Edlen Herren von Fürstenbusch zu Gasseneck und Aueck (Auegg) gehörten zu dem ältesten Adel im Herzogtum Jülich, ursprünglich aus Nordbrabant stammend. Die späteren Grafen von Fürstenbusch könnten nach Kneschke aber auch unebenbürtige Nachkommen des Kurfürsten Philipp Wilhelm von der Pfalz (* 1615; † 1690) sein, denn nach Einigen stammten die Grafen von Fürstenbusch aus dem Geschlecht derer von Fürstenbusch zu Gasseneck und Aueck (Auegg), welches zu dem alten Adel des Herzogtums Jülich gehörte, doch gibt Ledebur an, dass diese Annahme unbegründet sei. Nach Ledebur, wie Kneschke schreibt, kamen die Brüder Rüdiger Goswin, Franz Gottfried und Johann Daniel von Fürstenbusch, von dem Kurfürsten Philipp Wilhelm (vermutlich seine Nachkommen zur linken Hand) empfohlen, aus Wasserburg an den kaiserlichen Hof und erhielten 1690 ein Anerkennungsdiplom des ihnen zustehenden Adels und 1715 das ungarische Indigenat. (Erbländisch-österreichischer Adelsstand; Bestätigungsdiplom desselben von 1702 für Rüdiger Goswin von Fürstenbusch, mit dem Prädikat: „Edler zu Gassenegg und Auegg“).

### Linien und Persönlichkeiten
Kaiser Leopold I. versetzte das gesamte Geschlecht im Jahre 1707 in den alten Herrenstand des Königreichs Ungarn, und Kaiser Karl VI. legte ihm die böhmische Grafenwürde bei. Der erste Graf war der kaiserliche Generalfeldzeugmeister und wirkliche Hofkriegsrat Johann Daniel Freiherr von Fürstenbusch, angeblich geboren in Wien. Seit 1700 hatte er in der kaiserlichen Armee gedient, machte die Feldzüge 1733 bis 1735 in Oberitalien mit und wurde mit Auszeichnung genannt. Am 12. November 1733 war er zum Generalfeldwachtmeister und am 23. Mai 1734 zum Feldmarschallleutnant ernannt worden. Er war ehemals Kommandeur des Maximilian Graf von Starhembergischen Regiments, dann Kommandeur des Kaiserlichen 13. Infanterie-Regimentes, das nach ihm benannt war. In den Schlachten in Italien hatte er sich erfolgreich erprobt, weshalb ihn der Kaiser in den böhmischen Grafenstand erhob und unter seine wirklichen Hofkriegsräte aufnahm. Am 20. Juni 1736 wurde er in den Grafenstand erhoben. Gestorben ist er am 19. Dezember 1758.
Sein Enkel Franz Ludwig Graf von Fürstenbusch (* 25. August 1759) war 1797 Hofrat der galizischen Hofkanzlei, dann Lemberger Gubernialrat und 1824 k. k. wirklicher Kämmerer und Landrechts-Vizepräsident von Niederösterreich. Die gräfliche österreichische Linie ist mit dessen jüngerem Bruder, Graf Karl Vincenz (* 4. März 1767), k. k. Registraturdirectionsadjunct bei der obersten Justizstelle in Wien, am 10. März 1837 zu Prag im Mannesstamm erloschen. Er hatte mit seiner Gemahlin, Franziska Freiin von Fleischmann, die Tochter Karoline Walpurga (* 1803) gezeugt, die seit 1822 mit dem Grafen Karl Theodor von Heusenstamm zu Heissenstein und Gräfenhausen (* 1795), k. k. Regierungsrat, vermählt war. Die Ehe, aus der ein Sohn hervorgegangen war, wurde aber 1832 geschieden. Am 1. April 1835 hatte die Witwe des Grafen Johann Nepomuk von Froberg-Montjoye (* 1763; † 1814), Eleonora Laura, geborene Gräfin von Fürstenbusch, ihr Landgut Ranshofen für 53.856 Gulden an ihren Schwiegersohn, den Freiherrn Friedrich von Bernhard, verkauft, der es 1848 an seine Mutter, Johanna Elisabeth Freifrau von Bernhard, geborene von Kiesow, weiterverkaufte.

## Standeserhöhungen und -Diplome
- 1690 kaiserliches Diplom der Anerkennung des alten Adels (für die drei Brüder Rüdiger Goswin, Franz Gottfried und Johann Daniel von Fürstenbusch)
- erbländisch-österreichischer Adelsstand (für dieselben)
- 1702 Bestätigung desselben mit dem Prädikat Edler von Gassenegg zu Auegg (auch: Edler Herr von Fürstenbusch zu Gasseneck und Aueck) (für Rüdiger Goswin von Fürstenbusch)
- 1707 ungarischer alter Herrenstand (für das Gesamtgeschlecht)
- 1715 ungarisches Indigenat
- 1736 erblicher böhmischer Grafenstand (für Johann Daniel Freiherr von Fürstenbusch, † 1758)

## Wappen

Wappen der Grafen von Fürstenbusch

Das Wappen ist geviert mit einem Herzschild und einer von unten aufsteigenden roten Spitze; in Feld 1 drei auf grünem Hügel stehende, goldene Eicheln tragende Eichbäume auf silbernem Grund (Fürstenbusch), in Feld 2 drei silberne Lilien auf blauem Grund, in Feld 3 drei schräg gelegte Eberköpfe (einer oben, zwei unten) auf blauem Grund und in Feld 4 drei eiserne, ins Dreieck gestellte Wolfshaken auf silbernem Grund; in der aufsteigenden roten Spitze ist ein blau geharnischter Arm, der ein gezücktes, mit drei grünen Lorbeerzweigen umwundenes Schwert in der Hand hält; der Herzschild ist quer geteilt; oben der gekrönte schwarze Reichsadler auf goldenem Grund, auf der Brust ein С und ein I (Monogramm "Carolus Imperator" = "Kaiser Karl VI.") tragend; unten roter Grund und in zwei Teile gespalten, rechts sind vier silberne Flüsse, links ist nur ein silberner Fluss. Der Hauptschild ist mit drei Helmen besetzt, der erste trägt den Doppeladler, der zweite die drei Eichbäume zwischen zwei Büffelhörnern, von denen das vordere blau, das hintere rot ist, der dritte drei silberne, mit einem roten spanischen Kreuz belegte Straußenfedern.

## Namensträger
- Johann Daniel Graf von Fürstenbusch († 1758), kaiserlicher General-Feldmarschallleutnant und wirklicher Hofkriegsrat
- Franz Ludwig Graf von Fürstenbusch (* 1759), k. k. wirklicher Kämmerer und Landrechts-Vizepräsident von Niederösterreich
- Karl Vincenz Graf von Fürstenbusch (* 1767; † 1837), Registraturdirectionsadjunct bei der obersten Justizstelle in Wien und letzter männlicher Namensträger